# 约尔格·德雷梅尔
约尔格·德雷梅尔（德語：Jörg Drehmel，1945年5月3日—），德国男子田径运动员。他曾代表东德参加1972年夏季奥林匹克运动会田径比赛，获得男子三级跳远银牌。